# Helmut Kämpfe
Helmut Kämpfe (31. juli 1909 – 9. eller 10. juni 1944) var officer i Waffen-SS under 2. Verdenskrig. Han blev taget til fange af medlemmer af den Franske modstandsbevægelse, hvilket udløste massakren i Oradour.

## Liv
Kämpfe blev den 10. december 1943 tildelt Jernkorset for sin indsats i krigen mod Sovjetunionen på Østfronten. Formentlig i december 1943 blev han med sin division overført til Frankrig, hvor han havde kommandoen over 3. bataljon i 4. pansergrenaderregiment.
Den 9. juni 1944 blev Kämpfe taget til fange af medlemmer af den franske modstandsgruppe Francs-Tireurs et Partisans (FTP). Han var den højest rangerende officer, som nogensinde blev taget til fange af modstandsbevægelsen. Efterfølgende blev han først ført til Cheissoux og om natten bragt via Limoges til Breuilaufa. I Limoges lykkedes det ham at kaste personlige papirer ud af kørtøjet, og de blev senere fundet af regimentschef Stadler . Regimentschefen gav derefter Sturmbannführer Adolf Diekmann, der var en ven af Kämpfe, ordre til at udtage 30 gidsler i landsbyen Oradour-sur-Glane til udveksling med Kämpfe. På dette tidspunkt var Kämpfe imidlertid allerede død. Diekmann lod i modstrid med ordren en del af landsbyen nedbrænde og og gav ordre til nedskydninger. Hændelsen blev efterfølgende kendt som Massakren i Oradour.
Kämpfes lig blev senere brændt og i første omgang begravet anonymt i Breuilaufa. Ifølge oplysninger fra Volksbund Deutsche Kriegsgräberfürsorge blev resterne imidlertid overført til krigskirkegården i Berneuil i 1963.